# Adis Jasic
Adis Jasic (* 12. Februar 2003 in Sankt Veit an der Glan) ist ein österreichischer Fußballspieler.

## Karriere

### Verein
Jasic begann seine Karriere beim FC St. Veit. Zur Saison 2015/16 wechselte er zum VST Völkermarkt. Zur Saison 2016/17 kam er in die Akademie des Wolfsberger AC. Zur Saison 2020/21 rückte er in den Kader der Amateure des WAC. Sein Debüt für diese in der Regionalliga gab er im August 2020 gegen die Union Gurten. Im November 2020 stand er in der UEFA Europa League gegen Dinamo Zagreb erstmals im Profikader der Wolfsberger. Sein Debüt für die Profis der Kärntner in der Bundesliga gab er im April 2021, als er am 26. Spieltag der Saison 2020/21 gegen den SK Sturm Graz in der 84. Minute für Matthäus Taferner eingewechselt wurde. Insgesamt kam Jasic für Wolfsberg zu 105 Bundesligaeinsätzen, in denen er acht Tore erzielte. 2025 gewann er mit den Kärntnern den ÖFB-Cup.
Im Juni 2025 wechselte Jasic im Sondertransferfenster vor der Klub-WM in die Vereinigten Arabischen Emirate zum Al Ain Club, bei dem er einen bis 2028 laufenden Vertrag erhielt.

### Nationalmannschaft
Jasic spielte im Oktober 2018 erstmals für eine österreichische Jugendnationalauswahl. Im September 2019 debütierte er gegen Rumänien für die U-17-Mannschaft. Im Juni 2021 debütierte er gegen Italien für die U-18-Auswahl. Im September 2021 gab er gegen die Türkei sein Debüt im U-19-Team. Mit der U-19-Auswahl nahm er 2022 an der EM teil. Während des Turniers kam er in allen vier Partien zum Einsatz, mit Österreich schied er aber in der Gruppenphase aus und verpasste anschließend auch die Qualifikation für die WM.
Im September 2022 gab er gegen Montenegro sein Debüt für die U-21-Auswahl.
Im Frühjahr 2023 bekannte sich der mehrfache österreichische Juniorennationalspieler zur bosnisch-herzegowinischen Fußballnationalmannschaft und damit zum Heimatland seiner Eltern. Zwei Jahre später gab Jasic bekannt, doch nur den österreichischen Pass zu besitzen und den bosnischen nie abgeholt zu haben.

## Erfolge
- Österreichischer Cupsieger: 2025